# Michael Svoboda
Michael Svoboda (ur. 15 października 1998 w Wiedniu) – austriacki piłkarz występujący na pozycji obrońcy we włoskim klubie Venezia. Wychowanek Rapidu Wiedeń, w trakcie swojej kariery grał także w takich zespołach, jak SV Schwechat, FC Stadlau oraz Swarovski Tirol.